# Patrick McDonough
Ralph Patrick „Pat“ McDonough (* 22. Juli 1961 in Long Beach, Kalifornien) ist ein ehemaliger US-amerikanischer Radrennfahrer und nationaler Meister im Radsport.

## Sportliche Laufbahn
McDonough war Teilnehmer der Olympischen Sommerspiele 1984 in Los Angeles. Er gewann mit Steve Hegg, Leonard Nitz, Brent Emery und David Grylls in der Mannschaftsverfolgung die Silbermedaille.
1981 war er nationaler Meister in der Mannschaftsverfolgung. Den Titel in der Mannschaftsverfolgung gewann er auch 1982. Dazu kam der Gewinn der Meisterschaft im Zweier-Mannschaftsfahren mit David Grylls als Partner.

## Berufliches
Er wurde nach seiner aktiven Laufbahn Trainer und Leiter der Radrennbahn in Trexlertown. Später wurde er auch Leiter der nationalen Bahnprogramme für USA Cycling.

## Familiäres
Er ist der Bruder von Brain McDonough, der ebenfalls Radrennfahrer war.